# La Capilla

Localização de La Capilla no departamento de Boyacá.

La Capilla é um município no departamento de Boyacá, na Colômbia.